# Aéroport d'Arraias
L'Aéroport d'Arraias (code IATA : AAI • code OACI : SWRA) est un aéroport desservant la ville d'Arraias, dans la région du Tocantins au Brésil.